# Parafia Ewangelicko-Augsburska w Jastrzębiu-Zdroju
Parafia Ewangelicko-Augsburska w Jastrzębiu-Zdroju – ewangelicka parafia powstała w 1908 roku w Ruptawie. Kościół mieści się w sołectwie Ruptawa, przy ulicy Cieszyńskiej 23. Parafia utrzymuje kontakty partnerskie z luterańskimi zborami w Stanach Zjednoczonych, m.in. w Milwaukee oraz w Saint Louis. Obecnie w parafii służy  ksiądz proboszcz Marcin Ratka-Matejko.

## Historia parafii

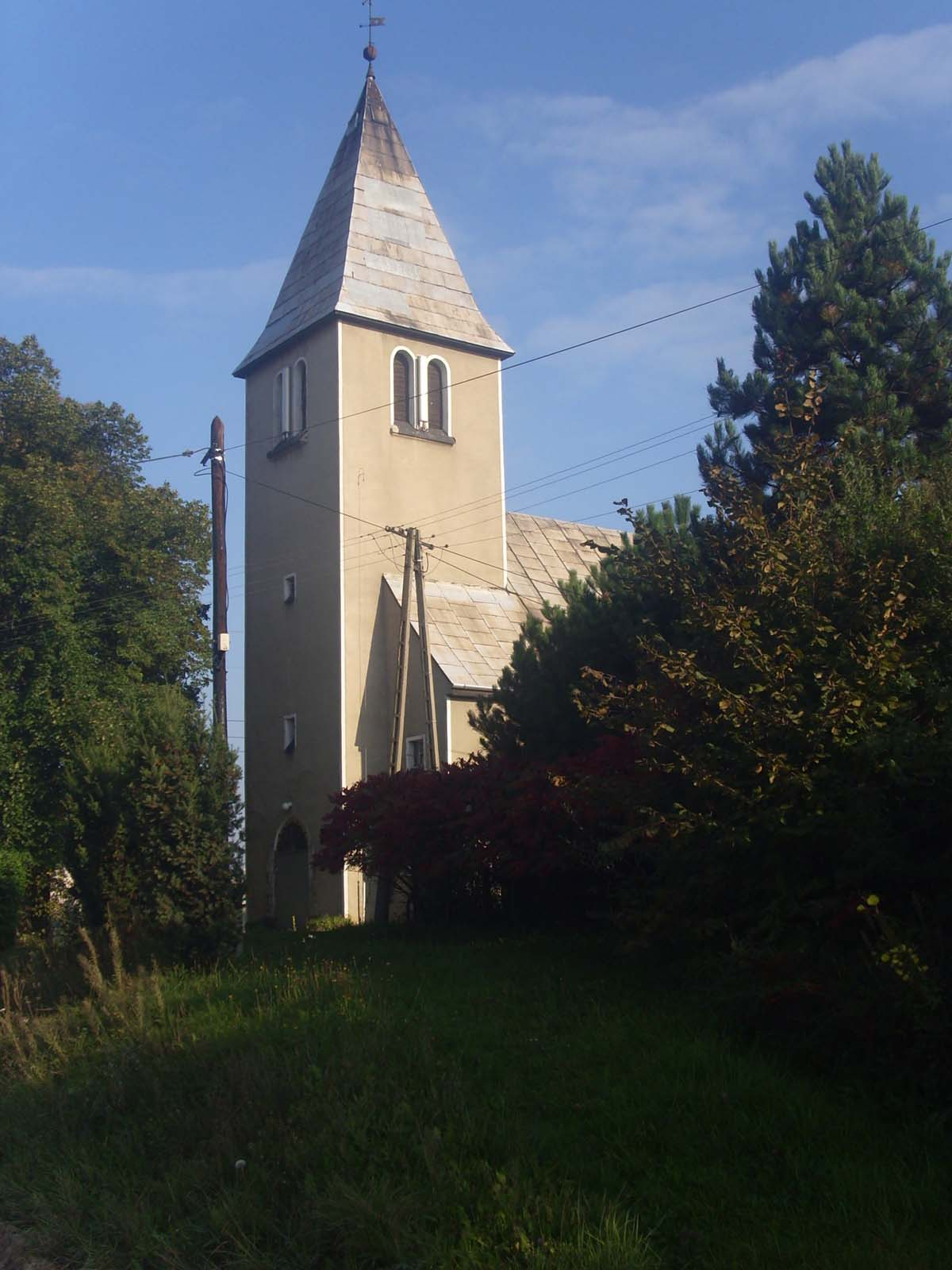
Stary kościół parafialny

Pierwsze nabożeństwa ewangelickie w Ruptawie odprawiano w XVI wieku, w drewnianym kościele pochodzącym z XIV wieku. Po odebraniu ewangelikom budynku kościoła w 1629 roku, nabożeństwa odprawiane były w kotlinach leśnych, tzw. "Kościelcu" i "Piekiełku". Zmarli ewangelicy grzebani byli na cmentarzu katolickim.
W XVIII wieku nastąpił przyrost ludności ewangelickiej – między innymi z sąsiednich miejscowości, Śląska Cieszyńskiego, a także Niemiec.
W 1765 roku nabożeństwa odprawiane były w nowo powstałym kościele w Golasowicach.
Okoliczne tereny należały do powstałej w 1776 roku parafii w Wodzisławiu Śląskim. W 1834 roku zbudowano pierwszą szkołę ewangelicką, w dzielnicy Ruptawiec (zamknięta w 1945 roku). Kolejna szkoła powstała w Ruptawie, w 1882 roku. W 1862 roku otwarto pierwszy na terenie obecnego miasta cmentarz ewangelicki, który znajdował się na Bożej Górze.
1 czerwca 1908 roku, po wyłączeniu z parafii św. Trójcy w Wodzisławiu Śląskim miejscowości Mszana, Jastrzębie-Zdrój, Jastrzębie Górne, Jastrzębie Dolne, Zofiówka oraz z parafii Golasowice miejscowości Ruptawa, Cisówka, Ruptawiec i Moszczenica, powstała samodzielna parafia w Ruptawie. Nabożeństwa odprawiane były w ruptawskiej szkole ewangelickiej.
22 października 1912 roku, pastor D. Nottebohm z Wrocławia dokonał poświęcenia nowego kościoła w Ruptawie. 7 listopada otwarto przy kościele cmentarz ewangelicki.
1 października 1919 roku do ruptawskiej parafii przyłączono z parafii wodzisławskiej miejscowości Skrbeńsko, Godów i Gołkowice, które po 1945 roku odłączyły się i utworzyły w ostatniej miejscowości odrębną parafię.
15 kwietnia 1988 roku rozpoczęto pierwsze prace przy budowie nowego kościoła. Uroczystość wmurowania kamienia węgielnego odbyła się 21 sierpnia. Nowy budynek oddano do użytku parafian i poświęcono 26 czerwca 1994 roku.

## Duszpasterze
- 1901–1902 – ks. J. Weicht
- 1902–1903 – ks. Fryderyk Rostalski
- 1903–1917 – ks. Karl Klausenitzer
- 1918–1923 – ks. Friedrich Rostalski
- 1923–1928 – ks. Friedrich Westphal
- 1928–1937 – ks. Kornelius Wilhelm Guttenberger
- 1937–1939 – ks. Jan Motyka
- 1939–1942 – ks. Wilhelm Bauer
- 1942 – ks. Bunzel
- 1945 – ks. Schmalberger
- 1946–1950 – ks. Jan Krop
- 1950–1974 – ks. Jan Bolesław Fussek
- 1971–1986 – ks. Marcin Lukas
- 1986–2019 – ks. Jan Raszyk
- od 2019 – ks. Marcin Ratka-Matejko[1]